# المديرية السياسية للدولة
 كانت المديرية السياسية للدولة (تترجم أيضًا باسم الإدارة السياسية للدولة) (GPU) هي جهاز المخابرات والشرطة السرية لجمهورية روسيا الاتحادية الاشتراكية السوفياتية (RSFSR) في الفترة من 6 فبراير 1922 إلى 29 ديسمبر 1922 والاتحاد السوفيتي من 29 ديسمبر، 1922 حتى 15 نوفمبر 1923.

## اسم
التعيين الرسمي الذي يتماشى مع المرجع الأصلي هو:
- Русский: = Государственное политическое управление (ГПУ) при Народного комиссариaтa внул (НКВД)
- tr = Gosudarstvennoe politicheskoe upravlenie (GPU) pri narodnovo komissariata vnutrennikh del (NKVD) RSFSR - (GPU pri NKVD RSFSR)
- العربية: = المديرية السياسية للولاية (أيضًا الإدارة السياسية للدولة) التابعة للمفوضية الشعبية للشؤون الداخلية لجمهورية روسيا الاتحادية الاشتراكية السوفياتية (RFSR)

## تاسيس
قالب:Chronology of Soviet secret police agencies
تشكلت من تشيكا، المنظمة الأمنية الحكومية الروسية الأصلية، في 6 فبراير 1922، كانت معروفة في البداية باسم GPU بالاختصار - قصيرة لـ"المديرية السياسية للدولة تحت المفوضية الشعبية للشؤون الداخلية لRSFSR" (الروسية: Государственное политическое ، Gosudarstvennoye politicheskoye upravlenie تحت NKVD من RSFSR "). وكان رئيسها الأول رئيس تشيكا السابق، فيليكس دزيرزينسكي.

## مهمة
الأمن الداخلي
على الورق، كان من المفترض أن تتصرف الوكالة الجديدة بضبط أكثر من تشيكا. على سبيل المثال، على عكس تشيكا، لم يكن من حقها إطلاق النار على «معارضين للثورة» المشتبه بهم. يجب تقديم جميع المشتبه في ارتكابهم جرائم سياسية إلى قاضٍ في ظروف طبيعية.
المخابرات الخارجية
يرأس «وزارة الخارجية» في المديرية السياسية للدولة من قبل البلشفية وعضو الحزب السابق، ميخائيل Trilisser. كانت وزارة الخارجية مسؤولة عن أنشطة الاستخبارات في الخارج، بما في ذلك التجسس وتصفية «أعداء الشعب». في وقت لاحق، قام جوزيف ستالين بتصفية Trilisser نفسه خلال عملية التطهير الكبرى في عام 1940.

## الصفة الرسمية
مع إنشاء اتحاد الجمهوريات الاشتراكية السوفياتية في ديسمبر 1922، كانت هناك حاجة إلى منظمة موحدة لممارسة السيطرة على أمن الدولة في جميع أنحاء الاتحاد الجديد. وهكذا، في 15 نوفمبر 1923، انفصلت المديرية السياسية للدولة عن المفوضية الشعبية للشؤون الداخلية الروسية وتم نقلها إلى الإدارة السياسية المشتركة لدولة لكل الاتحاد، والتي تُرجمت أيضًا باسم «الإدارة السياسية لدول الاتحاد». كان اسمها الرسمي «مديرية السياسية الخارجية المشتركة في إطار مجلس مفوضي الشعب في الاتحاد السوفياتي» (بالروسية: Obyedinyonnoye gosudarstvennoye politicheskoye upravleniye تحت SNK اتحاد الجمهوريات الاشتراكية السوفياتية، Объединённое государственное политическое управление при СНК СССР)، أو OGPU (ОГПУ).

## أشخاص
| شارة   | سياسي | الجيش                                                                                      |
| ------ | --- | ------------------------------------------------------------------------------------------ |
| لا شيء | Cотрудник موظف | Kрасноармеец الجيش الأحمر                                                                  |
|        | Агент 3-го разряда وكيل الفئة الثالثة | Командир отделения قائد فرقة                                                               |
|        | Агент 2-го разряда وكيل الفئة الثانية | Помощник командира взвода مساعد قائد الفصيل                                                |
|        | Агент 1-го разряда </br> وكيل الفئة الأولى | Старшина роты، батареи، батальона، дивизиона الرقيب الأول لسرية، البطارية، الكتيبة         |
|        | Сотрудник особых поручений موظف مع مهام خاصة | вомандир взвода قائد فصيل                                                                  |
|        | Нач. оперативного пункта رئيس نقطة المنطوق | командир роты (полуэскадрона) قائد سرية (قائد نصف سرب)                                     |
| 30     | Нач. отдела инспекции؛ Пом. нач. адм. -следственной части </br> رئيس قسم التفتيش مساعد رئيس وحدة التحقيق                                                                 | командир батальона ()скадрона) </br> قائد الكتيبة (قائد السرب)                             |
|        | Пом. нач. отделения. Уполномоч. отдела предварительного дознания؛ Нач. адм. -следственной части </br> مساعد القائد المساعد؛ مفوض إدارة التحقيق الأولي؛ رئيس وحدة التحقيق | командир полка </br> قائد فوج                                                              |
|        | Военрук инспекции </br> مدير التفتيش العسكري | Командир бригады </br> قائد اللواء                                                         |
|        | Нач. отделения ГПУ </br> رئيس فرع GPU | начальник и комиссар дивизии </br> رئيس ومفوض التقسيم                                      |
|        | Зам. нач. отдела ГПУ </br> مساعد رئيس قسم GPU | ؛омандир корпуса؛ Зам. нач. втаба войск ГПУ </br> قائد الفيلق مساعد رئيس الأركان لقوات GPU |
|        | Нач. отдела ГПУ </br> رئيس قسم GPU | Зам. Пред. УПУ - Нач. втаба войск ГПУ </br> نائب رئيس GPU - رئيس أركان قوات GPU            |